# Tomosvaryella cilifemorata
Tomosvaryella cilifemorata är en tvåvingeart som först beskrevs av Becker 1907.  Tomosvaryella cilifemorata ingår i släktet Tomosvaryella och familjen ögonflugor. Inga underarter finns listade i Catalogue of Life.